# カプセルプラレール
カプセルプラレールは1999年（平成11年）1月よりトミー・タカラトミーの子会社であるユージン・タカラトミーアーツよりカプセルトイで発売されている鉄道玩具。
トミーのロングセラー玩具プラレールの小型版である。300円で通常のプラレールと比べて場所を取らない上に安価であり、マニアックな車両もラインナップされている。また、基本的に動力はゼンマイ式であるが商品によってはモーターを搭載した物も存在する。
通常タイプの他に、イオン・イトーヨーカドー・『鉄道おもちゃ』誌（ネコ・パブリッシング刊）限定の商品や、きかんしゃトーマスシリーズも存在する。

## 発売されている車両
- 新幹線
  - 新幹線500系
  - 新幹線700系
  - 新幹線300系
  - 新幹線100系
  - 新幹線0系
  - 新幹線400系
  - 新幹線E1系
  - 新幹線E4系
  - 新幹線200系
  - 新幹線800系
  - 新幹線E5系
  - ドクターイエロー
  - イーストアイ など
- 特急形
  - 253系
  - 485系
  - 183系
  - 681系
  - 285系 など
- 一般形・通勤形・ 近郊形
  - E231系
  - E233系
  - E235系
  - 201系
  - 205系
  - 211系
  - 415系 など
- 蒸気機関車
  - D51
  - C12
  - C62
  - B20
  - C56
  - C57
  - C53
  - Bタンクなど
- 電気機関車
  - EF65
  - EF66
  - EF81
  - EF210
  - EH500
  - EF58など
- ディーゼル機関車
  - DD51
- 私鉄
  - 小田急電鉄ロマンスカー（VSE、HiSE、NSE）
  - 南海電鉄ラピート
  - 江ノ電
  - 東武スペーシア
  - 名鉄ミュースカイ
  - 阪急9000系など
- モノレール
  - 東京モノレール10000形

## 限定車両
- ジャスコ（現イオン）限定
  - D51・貨物車・客車シルバーメッキ
  - D51・貨物車・荷物車パープルメッキなど
- イトーヨーカドー限定
  - E3系こまちゴールド
  - ドクターゴールド
  - C12特別限定車両ゴールドメッキバージョンなど
- イオン限定
  - C62蒸気機関車メッキバージョン
- 大阪ガチャ博物館・おもちゃショー限定
  - ホワイトカププラ（車体が白1色の限定品）など
- 鉄道おもちゃ(現鉄おも)
  - 江ノ島電鉄300形　青電仕様
- 京急限定
  - 京急1000形（通常塗装）
  - 京急600形　Blue Sky Train
  - 京急1000形　Yellow happy train

## レール
本家プラレールと同様、青色が基本である。一部シリーズでは白色やクリアブルー、黄色、グレーなども発売されている。パート4までは片面しか使用できなかったが、パート4追加製造分以降は両面レールに改良された。なお、この新旧レールの過渡期には、両者をつなぐ特殊レールが用意されていた。また、パート23では脱線しにくく、接続しやすいよう改良された。

## 情景部品
パート1・2では紙情景で踏切・木・信号・鉄橋がラインナップされていた。パート3より、「駅セット」・「踏切レールセット」などが発売。パート5では初の電池を使用した「サウンド信号所」が発売された。これはパート2復刻版でも発売された。
- 鉄道駅 - 1両分のスペース。パート38ではパーツの組み換えで複数つなげることが可能。
- アナウンスステーション
- ライトステーション
- ライトアップステーションビル
- 駅ビル - ライトアップステーションビルの使いまわし。こちらは光らない。
- 大鉄橋
- トンネル
- こせん橋
- 山付きレール - 小さな山がレールに付則されている。山の上にいる動物はウグイス、狸、馬など、パートによって様々。
- 転車台
- 地下鉄関連（駅・直線/曲線）など
- 大きな鉄塔 - 全長240mmのカプセルプラレールの中で最大のもの。見た目は東京スカイツリーに似ている。
- 空港ビル
- 管制塔
- 石炭補給所
- トンネル
- 機関庫
- スロープレール

## 沿革
- 1999年（平成11年）
  - 1月 - パート1発売。全車新幹線のラインナップだった。
  - 3月 - パート2発売。
  - 7月 - パート3発売。
  - 11月 - 「L特急・通勤電車編」発売。このパート4以降は「～編」と呼ばれるようになった。
- 2000年
  - 4月 - 「ドクターイエロー・ブルートレイン編」発売。
  - 7月 - 「秋田新幹線こまち・東海型急行電車編」発売。
  - 11月 - 「700系のぞみ・エアポートエクスプレス編」発売。
- 2001年
  - 4月 - 「新幹線立体レール編」発売。
  - 7月 - 「複線化レール編」発売。急カーブレールは初期モーター車の通過が困難である。
  - 11月 - 「桃太郎&金太郎編」発売。
- 2002年
  - 4月 - 「長距離特急編」発売。通常編では初のモーター車が新登場。寝台特急カシオペアは中間モーター車と後部車の高さが不揃いだった。また、車輪にゴムが装着されておらず走行中のノイズが大きく、後に登場した坂レールを上ることが困難である。
  - 9月 - 「路面電車編」発売。新登場のモーター車（ちんちん電車）は電動車両の台車をベースにした付随台車により高さが揃った車両へ改善された。
- 2003年
  - 2月 - 「パート1・2復刻版」発売。
  - 7月 - 「東日本編」・「西日本編」を同時に発売。
- 2004年
  - 2月 - 「E2あさま・はしだて編」発売。全車既存の車両の塗り替えで、情景部品も再発売。
  - 5月 - 「新旧つばめ編」発売。800系つばめがクリア窓仕様となり新登場。車輪にゴムが付き、坂レールを登ることができるようになった。
  - 10月 - 「新山手線編」発売。E231系・サンダーバードの中間車はセリフ付きのサウンド車となった。ただし電池の交換はできない。
- 2005年
  - 1月 - 「新幹線祭り編」発売。300系が初の先頭モーター車となり登場。
  - 5月 - 「通勤電車・東西私鉄特急編」発売。小田急ロマンスカーVSE新登場。
  - 8月 - 「旅列車編」発売。
  - 12月 - 「雪と星空編」発売。DD14形ディーゼル機関車が新登場。先頭車は同封された雪を見立てた白い玉を排出し除雪をイメージしたものとなった。EF81形北斗星やEF66形電気機関車は客車が24系25形の再現となった。なお、東日本編ではパート5の客車にシールを貼っただけの処理だった。
- 2006年
  - 2月 - 「特別番外編 人気者新幹線スペシャル」発売。全車既存の新幹線のクリア窓仕様。
  - 5月 - 「秋葉原乗り入れ編」発売。つくばエクスプレス、103系新登場。
  - 8月 - 「行楽列車編」発売。箱根登山鉄道モハ2形はスイッチにより進路を変えられるようになり、スイッチバックを再現したものとなった。また、車輪のゴムも見直され（小田急ロマンスカー10000形を除く）、脱線しづらく改良された。
  - 12月 - 「リゾート特急編」発売。485系日光号と東武スペーシアが新登場。
- 2007年
  - 2月 - 「特別番外編 人気者新幹線スペシャル2」発売。全車既存の新幹線のクリア窓仕様である。
  - 5月 - 「東西対決!新型通勤電車編」発売。阪急9000系やE233系が登場した。
  - 6月 - 「特別番外編 貨物・貨車スペシャル編」発売。全車電気機関車・貨物のラインナップ。
  - 8月 - 「最速の!今昔鉄道編」発売。新登場のN700系やリニューアルされた0系が登場。
  - 12月 - 「地下鉄ライナー編」発売。銀座線01系や丸ノ内線02系等地下鉄車両が登場した。
- 2008年
  - 2月 - 「特別番外編 あこがれの寝台特急編」発売。EF81やEF66など寝台特急のみのラインナップ。全ての先頭車の側面がグレー窓となっている。
  - 5月 - 「副都心線編」発売。全車両が東京メトロの車両。
  - 8月 - 「ファステック360S&新幹線 検測車両編」発売。新幹線のみのラインナップ。ファステック360Sは「ネコミミ」の可動ギミックつき。
  - 11月 - 「江ノ電スペシャル」発売。江ノ電沿線限定。
- 2009年
  - 2月 - 「特別番外編 貨物・貨車スペシャル2」発売。全車電気機関車・貨物のラインナップ。コンテナ車はコンテナの取り換えが可能となった。
- 2011年
  - 5月 - 「NEW新幹線編」 発売。新幹線のみのラインナップ。新幹線E5系はやぶさ・N700系7000番代みずほ・さくらが新登場。
- 2017年
  - 2月 - 「いっしょにあそぼう！エアポート編」発売。カプセルプラレール史上初めてモノレールがラインナップされた。